# 女の生命
『女の生命』（おんなのせいめい）は、1918年（大正7年）に発表された菊池幽芳による日本の小説であり、同作を原作とし、翌1919年（大正8年）、日活向島撮影所が製作・公開した日本のサイレント映画である。井上正夫が新派劇として上演を行った。

## 略歴・概要
小説『女の生命』の初出は、菊池幽芳の勤務先が発行する『大阪毎日新聞』、および『東京日日新聞』紙上で、1918年（大正7年）に掲載された。翌1919年（大正8年）、玄文社から『女の生命』前篇・後篇全2冊が刊行されている。
菊池の小説は、『己が罪』（1899年 - 1900年）、『乳姉妹』（1903年）、『月魄』（1908年）、『百合子』（1913年）、『毒草』（1916年）、『白蓮紅蓮』（1921年）と発表されるたびにベストセラーになり、「家庭小説」のジャンルを確立したと言われ、初期の日本映画において多く映画化された。
本作に関しても、新聞での連載の翌年、単行本が刊行された同年に、日活向島撮影所が映画化し、1月14日に公開された。映画『女の生命』のフィルムプリントは、東京国立近代美術館フィルムセンターに所蔵されていない。
単行本、映画が公開された年の3月、井上正夫の一座が東京・日本橋久松町の明治座で公演を行っている。
小説『女の生命』は、2020年（令和2年）4月現在、1924年（大正13年）版の全集の復刻である、1997年（平成9年）版以外は、すべて絶版である。青空文庫にも収録されていないが、国立国会図書館の「国立国会図書館デジタルコレクション」には収録されており、閲覧・ダウンロードが可能である。 ⇒ #ビブリオグラフィ

## 映画
『女の生命』（おんなのせいめい）は、1919年（大正8年）製作・公開、日活向島撮影所製作、日活配給による日本のサイレント映画、女性映画である。

### スタッフ・作品データ・キャスト
- 監督 : 田中栄三
- 原作・脚本 : 菊池幽芳
- 出演 : 不明

- 製作 : 日活向島撮影所
- 上映時間（巻数） : 1巻
- フォーマット : 白黒映画 - スタンダードサイズ（1.33:1） - サイレント映画
- 公開日 :  日本 1919年1月14日
- 配給 :  日活
- 初回興行 : 浅草・オペラ館

## ビブリオグラフィ
国立国会図書館蔵書。
- 『女の生命』、玄文社、1922年
- 『幽芳全集 第8巻』、国民図書、1924年
- 『菊池幽芳全集 第1-4巻』、改造社、1933年
- 『菊池幽芳全集 第8卷』、日本図書センター、1997年5月 ISBN 4820581872

## 註
1. 1 2  OPAC NDL 検索結果、国立国会図書館、2009年11月30日閲覧。
2. ↑  菊池幽芳、『講談社 日本人名大辞典』、講談社 / 『百科事典マイペディア』、日立システムアンドサービス、コトバンク、2009年11月30日閲覧。
3. 1 2  菊池幽芳、日本映画データベース、2009年11月30日閲覧。
4. ↑  所蔵映画フィルム検索システム、東京国立近代美術館フィルムセンター、2020年4月20日閲覧。
5. ↑  女の生命・前編（玄文社版）、国立国会図書館、2020年4月20日閲覧。
6. ↑  女の生命・後編（玄文社版）、国立国会図書館、2020年4月20日閲覧。
7. ↑  幽芳全集（第8巻）、国立国会図書館、2020年4月20日閲覧。